# World Wide Web
Termenul World Wide Web, abreviat WWW sau și www, numit scurt și web, care în engleză înseamnă „pânză” (de păianjen); de multe ori este confundat cu rețea (net) și se pronunță /ˌwɝːld waɪd wɛb/ respectiv /wɛb/ (v. AFI), iar pe românește [ pron. ŭeb ], este totalitatea site-urilor / documentelor și informațiilor de tip hipertext legate între ele, care pot fi accesate prin rețeaua mondială de Internet (net = rețea ). Documentele, care rezidă în diferite locații pe diverse calculatoare server, pot fi regăsite cu ajutorul unui identificator univoc numit URL. Hipertextul inclusiv imagini etc. este afișat cu ajutorul unui program de navigare în web numit browser, care descarcă paginile web de pe un server web și le afișează pe un terminal „client” la utilizator.
WWW este numai unul din numeroasele servicii și aplicații informatice disponibile în Internet. Alte servicii sunt de exemplu: afișarea de informații cu formă de text, imagini și sunete, poșta electronică e-mail, transferul de fișiere de date și informații FTP, chat, aplicații video și video on demand, servicii telefonie și telefonie cu imagine prin Internet de tip VoIP, posturi de radio și televiziune pe internet, e-commerce, sondări de opinie, răspândirea știrilor prin metode RSS, toate genurile de grafică și muzică, lucrul pe un calculator de la distanță prin Internet, grupuri de discuții pe diverse teme, sisteme de jocuri interactive, distribuție de software ș.a.
Browserele actuale pot nu numai să afișeze pagini web, ci oferă și interfețe către celelalte servicii Internet, având astfel un efect integrator (pentru toate serviciile e suficient un singur browser). De aceea granițele dintre serviciul WWW și celelalte servicii din Internet nu sunt întotdeauna clare.

## Istoric
Webul a fost inventat în 1989 la Centrul European de Cercetări Nucleare (CERN) din Geneva, Elveția. Propunerea inițială de creare a unei colecții de documente având legături între ele  a fost făcută de Tim Berners-Lee în martie 1989. Propunerea a apărut în urma problemelor de comunicare pe care le întâmpinau echipele de cercetători ce foloseau centrul, chiar și folosind poșta electronică.

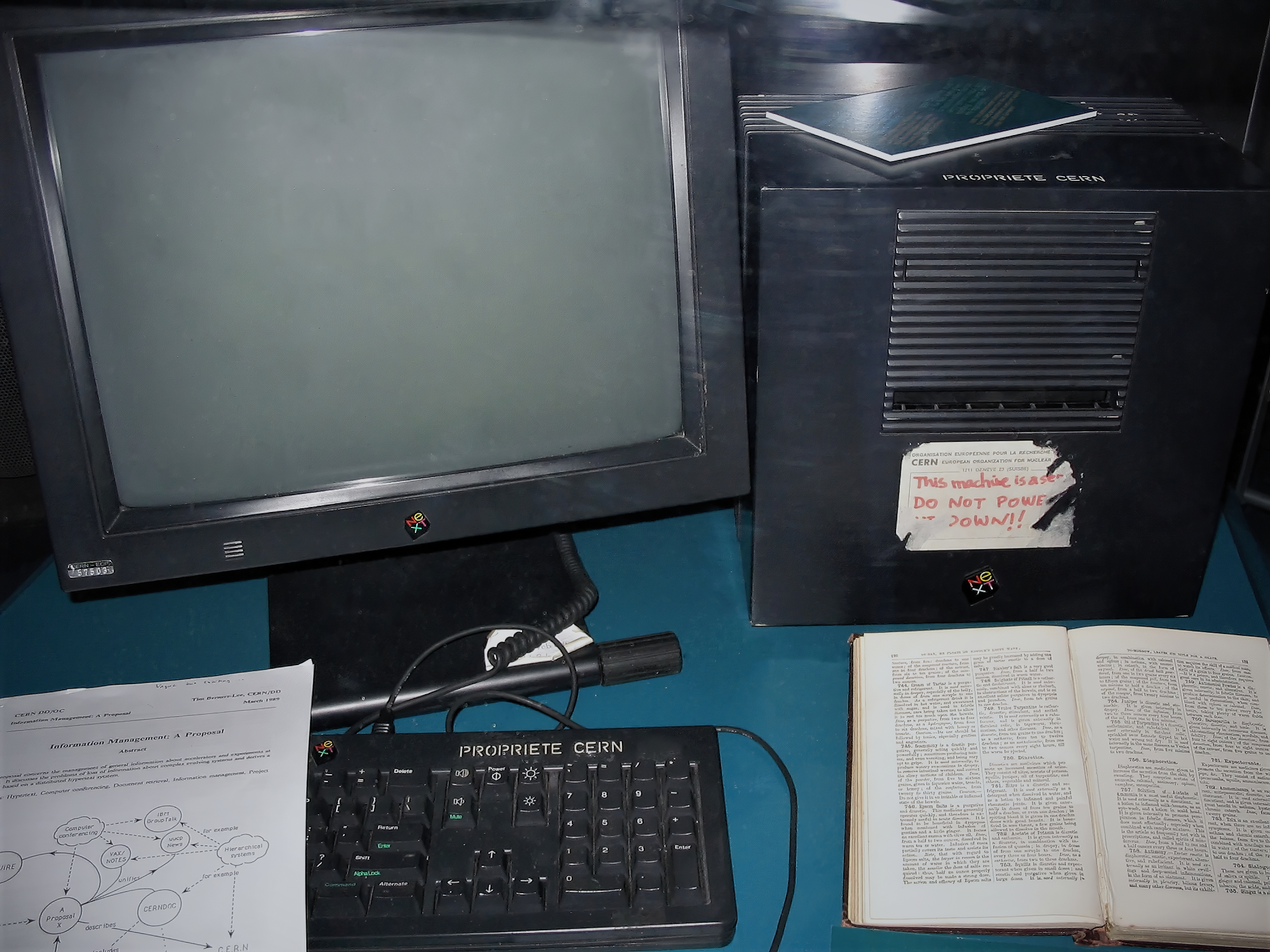
Primul server web folosit de Tim Berners-Lee, acum la Microcosm, muzeu al CERN

Primul prototip al acestei colecții (mai întâi în format de text simplu) a apărut nu mult înainte de decembrie 1991, când s-a făcut prima lui demonstrație publică. Studiul a fost continuat prin apariția primei aplicații grafice Mosaic, în februarie 1993, realizată de cercetătorul Marc Andreessen de la centrul universitar National Center for Supercomputing Applications (NCSA) din orașul Urbana-Champaign din statul federal Illinois, SUA.
În 1994 CERN și M.I.T. au format Consorțiul World Wide Web, care are drept obiectiv dezvoltarea webului, standardizarea protocoalelor și încurajarea legăturilor dintre site-uri. Berners-Lee a devenit directorul acestui consorțiu. M.I.T. coordonează partea americană a consorțiului, iar partea europeană este coordonată de INRIA, centrul de cercetări francez.
În 1995 Andreessen părăsește NCSA și înființează o nouă companie, Netscape Communications Corp., care se ocupă cu dezvoltarea de software pentru web.
Apoi webul a evoluat până la ceea ce este astăzi, un serviciu multimedia integrativ, având ca suport fizic Internetul.
Berners-Lee și echipa sa au realizat primele versiuni pentru patru componente cheie necesare serviciului web, și anume:
- protocolul de intercomunicație HTTP;
- limbajul de descriere a hipertextului HTML, pentru a putea fi afișat de browser;
- serverul de web;
- browserul.

## Funcționare
La baza funcționării webului stau 3 standarde, și anume:
- (HTTP) - Hypertext Transfer Protocol, stiva de protocoale OSI prin care serverul web și browserul clientului (utilizatorului) comunică între ele;
- (HTML) - Hypertext Markup Language, standard de definire și prezentare a paginilor web;
- (URI) - Uniform Resource Identifier, sistem universal de identificare a resurselor din web, folosit pentru a identifica și regăsi paginile web.

Următoarele standarde sunt definite mai târziu:
- Cascading Style Sheets (CSS);
- JavaScript;
- Hypertext Transfer Protocol Secure - HTTPS.

World Wide Web Consortium (cunoscut și sub denumirea de W3C), care astăzi este condus de Berners-Lee, dezvoltă standardele HTML și CSS; alte standarde provin de la Internet Engineering Task Force (IETF), ECMA sau producători ca Sun Microsystems.
Programul de navigare (browserul) cheamă pagina folosindu-se de URI și HTTP, o interpretează conform formatării paginii (hipertext) și o prezintă utilizatorului pe un monitor. Unul dintre principiile webului este modelul client-server, browserul fiind aplicația client, iar serverul HTTP (serverul web) fiind aplicația server. Pentru a putea interpreta și reda informațiile sub forma hipertextului, browserul apelează la standardul de limbaj HTML, definit încă de la începutul dezvoltării webului.
În perioada 2004-2005 webul a cunoscut un salt calitativ cu privință la aplicațiile de mare răspândire pe glob, care e cunoscut sub numele simbolic Web 2.0.

## Standarde web
Standardele web sunt un termen general pentru standardele formale și alte tehnici specifice care definesc și descriu aspecte ale World Wide Web. În ultimii ani termenul a fost frecvent asociat cu tendința de însușire a celor mai bune practici standardizate pentru construirea, designul și dezvoltarea paginilor Web folosind aceste metode.
Există mai multe standarde și specificații interdependente. Unele dintre ele reglementează și alte aspecte ale Internetului, nu doar World Wide Web, dar toate influențează direct sau indirect dezvoltarea și administrarea paginilor Web și a serviciilor web. În timp ce oricare dintre acestea pot fi denumite „standarde web”, susținătorii mișcării standardelor Web tind să se concentreze asupra acelor standarde care se reflectă direct asupra accesibilității și utilizabilității paginilor web. Standardele Web, într-un sens mai larg, constau în următoarele:
- Recomandări publicate de World Wide Web Consortium (W3C);
- Standarde Internet (STD) - documente publicate de Internet Engineering Task Force (IETF);
- Request for Comments (RFC) - documente publicate de Internet Engineering Task Force;
- Standarde publicate de International Organization for Standardization (ISO);
- Standarde publicate de Ecma International (fostă ECMA);
- Standardul Unicode și numeroase alte Rapoarte tehnice Unicode (UTR) publicate de Unicode Consortium;
- Înregistrări numerice din evidența Internet Assigned Numbers Authority (IANA).

De obicei, când se discută despre standardele web, următoarele standarde sunt considerate fundamentale:
- Recomandări făcute de W3C referitoare la limbajele hypertext (HTML sau XHTML);
- Recomandări făcute de W3C referitoare la foi de stil (CSS);
- Standarde dezvoltate de Ecma International referitoare la Ecmascript (cunoscut și sub denumirea de JavaScript);
- Recomandări făcute de W3C referitoare la Document Object Model (DOM).

O recomandare W3C este o specificație sau un set de indicații care, după numeroase propuneri și dezbateri, a primit aprobarea membrilor și directorului W3C.
Un standard de Internet IETF este caracterizat de un grad ridicat de maturitate tehnică și convingerea că protocolul specificat oferă beneficii semnificative comunității Internet.
O specificație care a ajuns la stadiul de standard primește un număr în seria IETF STD, păstrând în același timp numărul IETF RFC inițial.
World Wide Web (pe scurt web sau www) este un sistem hipertext care operează pe Internet. Hipertextul este vizualizat cu un program numit browser, care descarcă paginile web de pe un server web (sau site web) și îl afișează pe ecran. Se pot accesa alte pagini prin legături (sau "linkuri") care indică altă pagină sau trimite informații pe server.

## Origini
La 12 decembrie 1995 la Stanford Linear Accelerator Center (SLAC) a fost instalat un server web și primele pagini Web, care făceau legătura cu biblioteca centrului. Dar primul server web a fost realizat aproape cu un an înainte, la Centrul European pentru Cercetări Nucleare (CERN), la Geneva, în Elveția, și s-a numit la început nxoc01.cern.ch, iar mai apoi info.cern.ch. Iar prima pagină web a conținut chiar prezentarea proiectului și a fost accesibilă la: http://nxoc01.cern.ch/hypertext/www/TheProject.html
În 1990-1991, când Internetul era deja în plină dezvoltare, după ce proiectul și toate modulele acestuia fuseseră elaborate în Statele Unite, la Stanford Research Institute, la UCLA, UCSB, WU etc., prin realizarea a ceea ce numim acum web, a venit rândul europenilor. Mai exact, la Centrul European de Cercetări Nucleare (CERN) ((în engleză: European Organization for Nuclear Research, în franceză: Organisation européenne pour la recherche nucléaire)), prin proiectul lui Tim Berners-Lee și contribuția câtorva colegi și studenți, a fost creat primul navigator și editor de legături (cu o primă versiune a limbajului HTML) și primul program de server Web. La acea dată comunicația prin Internet, prin serviciile de atunci, adică e-mail, ftp și telnet, mergea bine și era destul de serios folosită de comunitatea academică. În 1991, traficul prin nodul NSF (miezul Internetului) depășea 1 miliard de octeți/oră, iar numărul de calculatoare conectate depășea o jumătate de milion. Tot 1991 este anul în care National Science Foundation renunță la interdicția de folosire a Internetului în scopuri comerciale, creând premisele boomului economic produs de comerțul electronic.
Tim Berners-Lee era preocupat de introducerea hypertext-ului în Internet, în procesul de căutare și regăsire a documentelor. Noțiunea exista, chiar și termenul Hypertext fusese deja introdus de Ted Nelson (1965). Problemele și avantajele parcurgerii informațiilor organizate ca hipertext fuseseră deja analizate de Doag Engelbart, realizator al unui prin sistem online și inventator al mausului.
Tim Berners-Lee scrie încă în 1980, în stagiul la CERN, un program pentru „notebook” intitulat „Enquire-Within-Upon-Everything”, care permite legături între noduri arbitrare. Fiecare nod fiind caracterizat de un titlu, un tip și o listă de legături bidirecționale. Programul a rulat pe mașini Norsk Data sub sistemul de operare SINTRAN-III.
În martie 1989 Tim Berners-Lee scrie lucrarea: „Information management: A proposal”, difuzată pentru comentarii în CERN, însoțită și de lucrarea „Hypertext and CERN”. Ideea de bază a fost cea a accesului la documente pe baza a ceea ce acum numim URL. După mai multe dezbateri și reluări, în septembrie, șeful său, Mike Sendal, cumpără un calculator NeXT (unul din supercalculatoarele vremii) și îi permite să treacă la muncă. Era în luna mai a anului 1990.
În octombrie Tim lucra deja la un navigator cu interfață grafică și la editorul aferent, folosind mediul de dezvoltare NeXTStep. În acest timp proiectul este reformulat în cooperare cu Robert Cailliau, astfel că, atunci când primul server Web devine funcțional, prima pagină vizibilă cu ajutorul navigatorului care încă se dezvolta a fost chiar TheProject.html, cu coordonatele complete:
http://nxoc01.cern.ch/hypertext/www/TheProject.html
Studentul Nicola Pellow reușește să facă un navigator mod linie (în genul lynx-ului actual), astfel că la Crăciunul din 1990 erau demonstrabile atât navigatorul său simplu, cât și cel realizat de Tim Berners-Lee, combinat cu editor și cu o interfață grafică. Era deja posibil accesul la fișiere hipertext și la grupurile de știri.
În 1991 proiectul începe să fie prezentat în diverse colective din CERN, iar în luna iunie este organizat primul seminar de calculatoare cu ajutorul acestui sistem, adică pe WWW.
Din august 1991 fișierele constituind serverul, navigatoarele și editorul de pagini Web au fost puse la dispoziția celor interesați, accesibile prin ftp, și chiar difuzate în cadrul grupurilor alt.hypertext, comp.sys.next, comp.text.sgml, și comp.mail.multimedia. În octombrie încep să funcționeze listele e-mail www-interest și www-talk@info.cern.ch, fiind introdus și accesul cu telnet anonim pe serverul web info.cern.ch. Sunt instalate și punți între WWW si WAIS, respectiv VMS/HELP.
La început de decembrie, în 1991 la San Antonio în Texas are loc conferința Hypertext'91, unde Tim Berners-Lee prezintă un poster și demonstrează sistemul. Tot în acele zile navigatorul W3 este instalat pe VMS/CMS, iar revista CERN Computers Newsletter anunță navigatorul W3 al comunității HEP (fizica energiilor înalte).
În acest context, fizicianul Paul Kunz de la SLAC (Centru colaborând strâns cu CERN-ul), care participase la o consfătuire la Geneva în septembrie, unde, după propria mărturie, Tim Berners-Lee i-a arătat despre ce-i vorba, la revenirea acasă instalează programul de server web și realizează împreună cu colaboratorii săi (Louise Addis, George Crane, Tony Johnson, Joan Winters și Bebo White) câteva documente HTML de legătură spre biblioteca electronică a Centrului. Potrivit relatărilor, pagina Web a SLAC ar fi fost accesibilă/vizibilă din 12 decembrie ora 16. Cert este că Tim Berners-Lee transmite un e-mail vineri 13 decembrie pe listele www-interest@cernvax.cern.ch și www-talk@cernvax.cern.ch, cu copie pentru Paul Kunz, la pfkeb@kaon.slac.stanford.edu, prin care anunță: There is an experimental W3 server for the SPIRES High energy Physics preprint database, thanks to Terry Hung, Paul Kunz and Louise Addis of SLAC.
Spre deosebire de pagina de prezentare a proiectului, folosită de Tim în demonstrații, pagina SLAC permitea navigarea prin documentele bibliotecii, accesibile până atunci doar cu ftp. Drept urmare, când, o lună mai târziu, în cadrul unei prezentări în public la conferința AIHEP'92 din Franța, Tim Berners-Lee accesează demonstrativ serverul din Stanford, unii dintre participanți se pare că au intuit marea realizare.
Echipa de la SLAC a constituit grupul WWW-Wizards care a contribuit serios la dezvoltarea și popularizarea acestui serviciu nou introdus în Internet. Tony Johnson va realiza și el un navigator, numit Midas și disponibil din ianuarie 1993 chiar în mediul X (la fel ca și navigatorul VIOLA, realizat de Pei Wei de la O'Reilly Associates).
Erau deja cam 50 de servere Web în funcțiune, la începutul lui 1993, când apare prima versiune a navigatorului grafic MOSAIC, realizat de Marc Andreesen, cel care a înființat și condus, mai apoi, compania Netscape. Mosaic include multe din facilitățile navigatorului Midas, fiind conceput pentru mediul XWindows din Unix.
În martie traficul datorat World Wide Web-ului, măsurat în nodurile NSF, ajunge la 0,1%. WWW este prezent la conferința Online Publishing'93, la Pittsburg.
Amănunte referitor la acea perioadă, documentele echipei de la SLAC și chiar pagina Web 'comemorată' acum, pot fi găsite la: The Early World Wide Web at SLAC: Early Chronology and Documents (1991-1994)
Paul Kunz relatează multe din detaliile apariției World Wide Web-ului într-o conferință la InterLab'99.
Indiscutabil că Web-ul s-a impus, câștigând teren în competiția cu Gopher (serviciu Internet lansat tot în 1991 și operând cu meniuri), prin simplitatea și universalitatea accesului (ideea identificării documentelor prin URL-uri), prin avantajul oferit de sistemul de legături oferit de hypertext și, implicit, de limbajul HTML, pe care se bazează. Pentru prima dată documentele 'manevrate' prin Internet pierd monotonia textului cu același tip de literă, includ grafice sau tabele, ulterior figuri și chiar secvențe animate și sunet. Un merit deosebit a avut și navigatorul MOSAIC, precursor al lui Netscape Navigator, Internet Explorer și al celorlalte navigatoare actuale. Dar a fost important și modul în care principiile proiectului și rând pe rând toate programele componente, au fost făcute publice, cu sursele difuzate pe listele e-mail și disponibile prin FTP. Mai mult, la 30 aprilie 1993, apare declarația CERN asupra caracterului public al tehnologiei World Wide Web.
Curând după aceea, Ari Luotonen rescrie programul httpd - nucleul serverului Web, implementând și autorizațiile de acces. În august 1993, la Cambridge, Massachusetts, are loc primul workshop WWW Wizards. În septembrie traficul Web prin nodurile NSF ajunge la 1%. Apar versiuni operaționale ale MOSAIC și pentru PC-uri cu MS Windows, și pentru Macintosh. În octombrie erau deja 200 de servere Web în funcțiune, inclusiv unul la Casa Albă. Se lansează primul proiect European bazat pe Web. Este anunțată prima conferință privind World Wide Web la Geneva, între 25-27 mai 1994, conferință la care s-au înscris peste 800 de doritori (din care au fost selectați 400). Conferința a subliniat importanta WWW pentru învățământ, materialele fiind accesibile încă la TECFA. În iunie 1994 erau înregistrate deja peste 1500 servere Web.
Lansat ca un instrument care să sprijine cooperarea cercetătorilor fizicieni, World Wide Web-ul devine în doar câțiva ani aproape sinonim cu Internetul. Cu toate că nici navigatoarele și nici editoarele de pagini Web nu au ajuns încă la performanțele visate de Tim Berners-Lee, World Wide Web-ul a ajuns cea mai mare bibliotecă a lumii, cu peste 3 miliarde de documente în prezent. Această dezvoltare a dus la apariția de meserii noi, și la reorganizarea multor activități ținând seama de condițiile publicității pe Web și de posibilități de cooperare greu de imaginat altădată. Cu ajutorul mediilor Web de instruire și cu resursele informaționale și educaționale de pe Web, învățarea și perfecționarea continuă devin accesibile aproape oricui. Mai mult, pare realizabilă și previziunea profesorului Patrick Suppes (din 1967) că fiecare își va putea alege profesorul potrivit, beneficiind de avantajul pe care istoria l-a oferit doar regelui Filip al II-lea al Macedonieica să-l aibă pe Aristotel ca profesor pentru fiul său, Alexandru.
Notă:
De fapt, data de naștere a Internetului este oarecum discutabilă, unii autori consideră anul 1969 și momentul când ARPANET a conectat calculatoarele de la Stanford Research Institute, University of California, Los Angeles, University of California Santa Barbara și University of Utah. Alți autori, printre care și Tim Berners-Lee, consideră ca dată de naștere a Internetului anul 1974, momentul despărțirii părții academice de cercetările militare, odată cu constituirea rețelei Telenet de către firma Bolt, Beranek&Newman. În sfârșit, alții, printre care și Paul Kunz de la Stanford, sunt de părere că Internetul apare doar în 1982, când este folosit prima oară acest nume și când Bob Kahn, Vint Cerf și alții definesc și implementează protocolul TCP/IP - considerat limbajul de comunicație al Internetului. Pentru întreaga cronologie și evoluție a Internetului se pot consulta: Net Timeline, Vint Cerf's Brief History of the Internet, Hobbes' Internet Timeline, Internet Society (ISOC) All About The Internet: History of the Internet.
Mărturiile lui Tim Berners-Lee pot fi găsite la: Tim Berners-Lee: A short history of web development, sau mai pe larg în Frequently asked questions by the Press, respectiv în cartea Weaving the Web.
Lui Tim Berners-Lee i se va decerna Japan Prize pentru punerea bazelor World Wide Web, la Tobyo, în 25 aprilie 2002.
Berners-Lee este acum directorului Consorțiului World Wide Web W3C, care dezvoltă și menține aceste standarde.